# 1987年黑色星期一

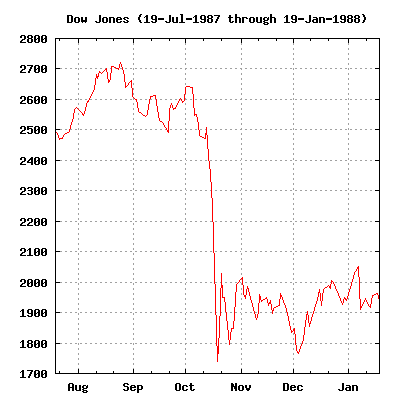
紐約道琼斯工业平均指数（1987年7月19日-1988年1月19日）

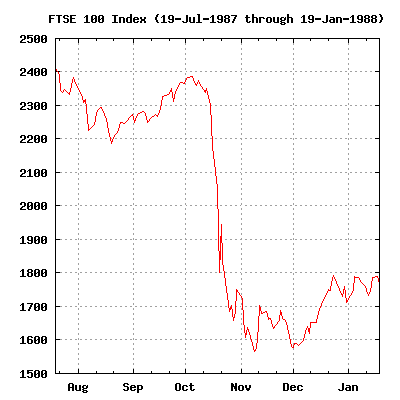
倫敦FTSE指数（1987年7月19日-1988年1月19日）

1987年黑色星期一是指1987年10月19日星期一的全球股災。 道瓊斯工業平均指數（道瓊斯工業平均指數）下跌508點至1,738.74（22.61％）。當日全球股市在紐約道琼斯工业平均指数帶頭暴跌下全面下瀉，引發金融市場恐慌，及隨之而來1980年代末的經濟衰退。

## 股災：市場恐慌

### 10月16日（星期五）
紐約股市經過夏季連創新高後，在當日下跌逾91點（約5%）。但因時差，美國東岸時間較其他各主要金融市場遲開市，當紐約股市暴跌時，其他市場已休市，並未被波及，甚至與紐約股市同步的多倫多股市也未受影響。

### 10月19日（星期一）
當日悉尼股市首先開市未見異動。
香港時間早上10時，香港股市準時開市，惟恆生指數甫開市即受紐約影響恐慌性下瀉120點，中午收市下跌235點，全日收市共下跌420.81點，收市報3362.39（超過10%），各月份期指均下跌超過300點至跌停板。
受香港暴跌影響，各亞太地區股市全面下瀉，效應並如骨牌般隨各時區陸續開市擴展至歐洲市場，並最終繞地球一圈回到紐約：道琼斯工业平均指数在10月19日大幅下跌508點（逾20%）。

### 10月整體跌幅
整個1987年10月下來：
- 香港：10月20日清晨，香港聯交所宣佈10月20日至10月23日歷史性地把股市及期市停市四天，以便清理大量未完成交收。10月26日，恆生指數重新開市後全日下跌1120.7點，跌幅達33.3%，是有史以來全球最大單日跌幅。全月下跌45.8%。（詳細看1987年香港股災）
- 悉尼：全月下跌41.8%
- 倫敦：全月下跌26.4%
- 紐約：全月下跌22.6%。10月19日的跌幅是美国股市道琼斯指数歷史上第二大單日跌幅（最大單日跌幅是1914年12月12日：單日跌24.4%；最大單日下跌點數是2020年3月16日：單日跌2997.1點（12.93%））
- 多倫多：全月下跌22.5%

### 緊急措施及影響
除香港停市外，其他在該星期仍開市的市場都定下交易限制，讓電腦系統有足夠時間清理交易，這讓聯儲局和各國中央銀行有足夠時間把大量資金注入市場，舒緩市場的恐慌情緒，避免不斷的恐慌性下跌和可能隨之而來的金融崩潰。
事後金融界人士都認為股災把當年過高的股價和市值一次過從市場中消除，而香港則於89上半年成立證券及期貨監察事務委員會，以糾正87下半年股災導致之危機。
1988年2月美国推出熔断机制，10月首次开始实施。

## 股災成因
很多人在股災後感到奇怪，因當日根本沒有任何不利股市的消息或新聞，因此下跌看似並無實在的原因，令當時很多人懷疑是羊群心理、市場失靈或經濟失衡引致股災，至今仍在爭論。
1986年，美国经济已经从高速发展变为缓慢发展。直接导致经济放缓爆涨停止的“软着陆”。1987年缓慢过去，似乎经济衰退的恐惧并没有马上爆发。股票市场在1987年8月到达顶峰。接着连续数日，市场大面积下滑。8月，观察员警告，技术分析表明，市场此时处在一个循环，然而这种说法没有被广泛认同。

### 理論上的成因
股災後很多人提出不同的理論，主要認為股災成因包括：程式交易、股價過高、市場上流動資金不足和羊群心理。

#### 程式交易
最多人認同的理論是股災由電腦程式交易引起，在電腦系統通過軟件設定「止蝕限價盤」或「止賺限價盤」，當股份下跌至預設的股價，便由電腦程式發出沽盤，藉此減少股價下跌時的損失，這種由電腦程式沽出股份的賣盤，又稱「電腦程式沽盤」。利用程式交易用軟件實時計算股價變動和買賣策略，在1970年代末漸在華爾街盛行，程式交易令大宗的股票交易和期指交易可同時買和賣。
股災後很多人說電腦程式收到股價下跌的資料後，便按照程式設定的機制，發出賣盤拋售股票，當越來越多沽盤出現，買盤的買入價就會越來越低，股價便會大幅下挫，繼而觸發更多程式沽盤，形成骨牌效應，一旦股市指數出現大跌，便會造成惡性循環，各類股份的股價亦加速下挫。也有人認為股災前的股市暴漲是由程式交易引起（上升原理相同，股價方向相反而已），而因此造成的股價過高現象引致股災。

#### 市場全球化
經濟學家Richard Roll認為市場全球化是主因，因程式交易只在美國盛行，但沒有太多程式交易的香港和澳洲股市卻在10月19日當天帶頭下挫，因此是因為市場全球化令在一個主要股市的大幅波動在一天內漫延全球股市。

#### 貨幣政策和經濟政策的衝突
有理論認為貨幣政策和經濟政策的衝突是原因：當時美國當局希望讓美元升值來壓抑通脹，因此貨幣政策的緊縮來得比歐洲貨幣政策的調整快，結果令市場對與美元掛鉤的港元信心下降，令香港股市首先崩挫，再漫延其他市場。这种现象的发生犹如多米效应。
Jude Wanniski認為在股災前七大工業國組織中止Louvre Accord，令美元兌日元和西德馬克的匯價不再有保持穩定的保証，也是令市場失去信心而從股市撤資的原因。

#### 1987年英國風災
1987年的風災發生在10月16日（股災前的星期五），期間作為世界金融中心之一的倫敦嚴重受災，很多倫敦的經紀和金融業人士當天無法上班，而當時並無互聯網交易，導致大量未平倉的交易無法在週末前交割，令有關未平倉交易要渡週末，這令市場人士不安，令很多紐約金融業人士在當天的紐約股市沽出股票來減低風險，但他們的行動令紐約股市暴跌，引發之後星期一的股災。

#### 隨機因素
還有一個理論認為股災純粹是因市場人士的隨機行為引起：極短時間內有一定數量的沽盤而同時買盤不足致股價急劇下挫，而這下挫又引起其他投資者不安而跟進沽售，終致連鎖反應的下跌。

## 是股災還是市場調整？
1987年的股災並沒有像1929年的股災般導致大蕭條，因此現在也有意見認為1987年的並非股災，而只是自1980年至2000年的一次連續20年的牛市中的一次較大幅的市場調整。（看（页面存档备份，存于））

## 外部連結（英語）
- 黑色星期一（页面存档备份，存于）（stock-market-crash.net）
- 不死的殺人者：黑色星期一，全因可能導致災難的科技，Jack Harvey